# Премия Фонсеки

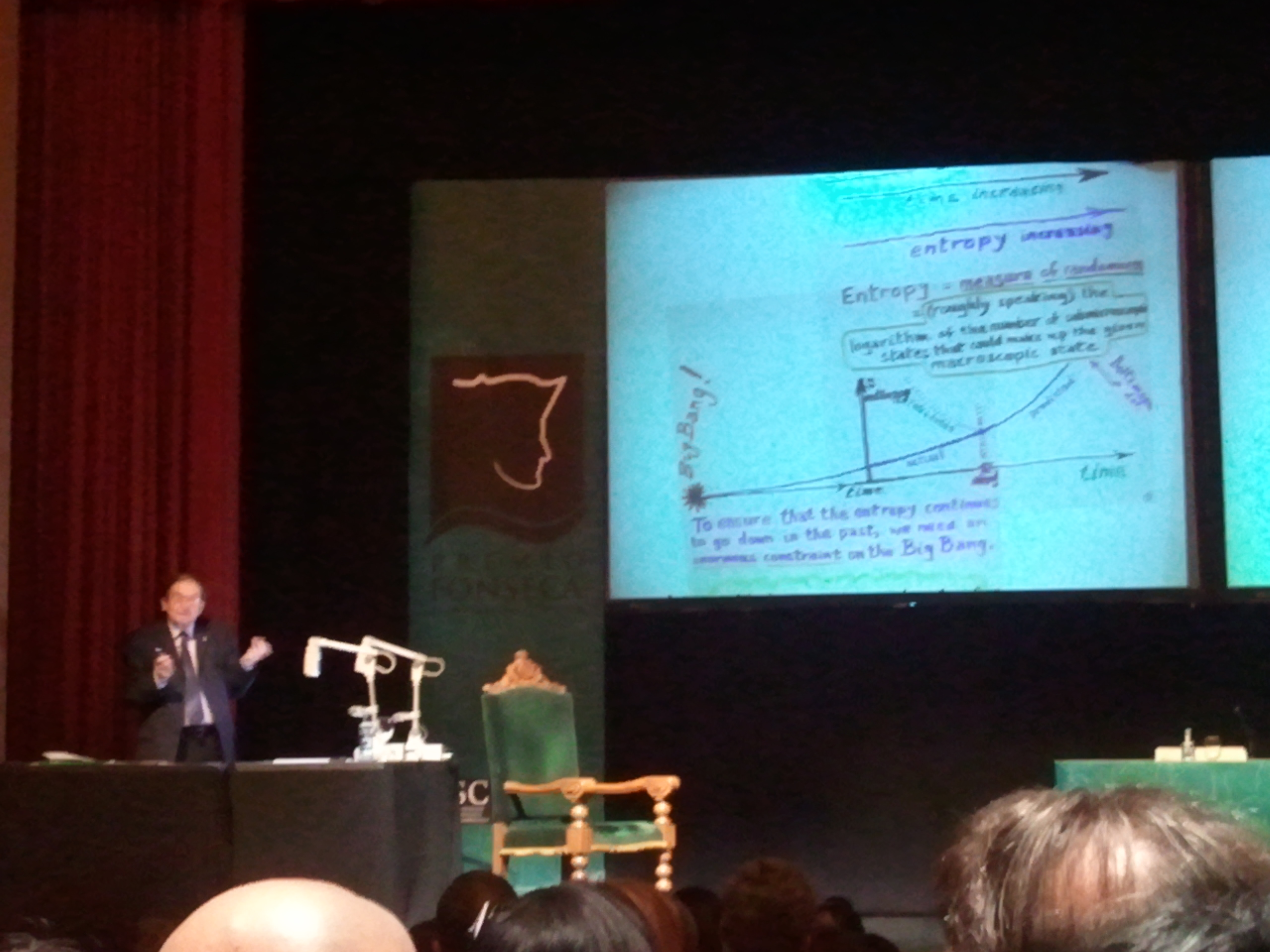
Роджер Пенроуз на вручении премии Фонсеки

Премия Фонсеки (Premio Fonseca; англ. Fonseca Prize) — международная премия за выдающуюся популяризацию науки.
Учреждена Университетом Сантьяго-де-Компостела (USC; Галисия, Испания),
в соответствии с Program ConCiencia. Она предназначалась только ныне живущим, а за образец кандидата в ее лауреаты назывался Карл Саган.
Первым лауреатом премии в 2008 году стал Стивен Хокинг, после чего в её правила были внесены изменения, согласно которым последующие кандидаты не должны уступать по своему достоинству первому.
В денежном выражении составляла 6000 евро (первоначально предполагалось 3000 евро). Условием для получения премии также являлось посещение Сантьяго-де-Компостела и прочтение лекции. Статуэтку премии — бронзовую репродукцию Алонсо III де Фонсеки (Alonso III Fonseca), создал Ramón Conde. В жюри премии входили Senén Barro, Xosé Manuel Villanueva, Carlos Pajares, Jorge Mira, José Ángel Docobo, Ramón Núñez Centella.
Премии удостоились: физик-теоретик, космолог Стивен Хокинг, эколог Джеймс Лавлок (2009), натуралист Дэвид Аттенборо (2010), физик и математик  Роджер Пенроуз (2011).
Примечательно, что всеми лауреатами премии оказались британцы.
Известно, что в лауреаты премии рассматривались кандидатуры Нила Армстронга, Базза Олдрина, Фримена Дайсона.